# AMD
Advanced Micro Devices, thường được viết tắt là AMD, là nhà sản xuất linh kiện bán dẫn tích hợp đa quốc gia có trụ sở tại Santa Clara, California và Austin, Texas. Chuyên phát triển bộ xử lý máy tính và các công nghệ liên quan cho thị trường tiêu dùng và kinh doanh. Mặc dù ban đầu, họ tự sản xuất bộ vi xử lý từ đầu đến cuối, sau đó công ty đã thuê gia công sản xuất các bộ xử lý của mình, sau khi bộ phận sản xuất bán dẫn của họ là GlobalFoundries tách ra vào năm 2009. Các sản phẩm chính của AMD bao gồm có bộ vi xử lý, chipset bo mạch chủ, bộ xử lý nhúng, bộ xử lý đồ họa cho máy chủ, máy trạm, máy tính cá nhân và các ứng dụng hệ thống nhúng.
AMD là nhà cung cấp lớn thứ hai và là đối thủ đáng kể duy nhất của Intel trên thị trường cho các bộ vi xử lý dựa trên x86. Kể từ khi mua lại ATI vào năm 2006, AMD và đối thủ cạnh tranh Nvidia đã duy trì sự độc quyền trong thị trường Bộ xử lý đồ họa (GPU).

## Lịch sử
Advanced Micro Devices thành lập năm 1969 từ một nhóm kỹ sư thành viên tách ra từ Fairchild Semiconductor, trong số đó có cả Jerry Sanders. Ngày nay AMD trở thành một công ty đa quốc gia với hàng chục ngàn Edith  nhân viên tại châu Âu, Nhật Bản, Hoa Kỳ... với tổng doanh số (2003) là 3,5 tỷ đôla Mỹ.
Một số linh kiện của các thế hệ đời trước của máy tính Apple cũng do AMD cung cấp. Thế hệ vi xử lý mới nhất của hãng hiện nay (đời thứ 8) hỗ trợ tập lệnh mở rộng AMD64 cho điện toán 64 bit là AMD Athlon 64 cho thị trường máy tính để bàn và AMD Opteron cho thị trường máy chủ và trạm làm việc.
Năm 2007 AMD đã mua lại hãng sản xuất chip đồ hoạ ATI Technologies càng làm đa dạng thêm các sản phẩm của mình.

## Các dòng sản phẩm
AMD nổi tiếng với dòng sản phẩm Athlon cho thị trường cao cấp và Duron cho thị trường cấp thấp giá rẻ. Một số linh kiện của các thế hệ đời trước của máy tính Apple cũng do AMD cung cấp. Thế hệ vi xử lý mới nhất của hãng hiện nay (đời thứ 8) hỗ trợ tập lệnh mở rộng AMD64 cho điện toán 64-bit là AMD Athlon 64 cho thị trường máy tính cá nhân và AMD Opteron cho thị trường máy chủ và máy trạm làm việc. Năm 2006 AMD đã mua lại hãng sản xuất chip đồ hoạ ATI Technologies càng làm đa dạng thêm các sản phẩm của mình.
Đến năm 2017, AMD trở lại mạnh mẽ với sự ra mắt dòng sản phẩm CPU Ryzen và nâng cấp Card đồ họa Radeon với ưu điểm là giá thành rẻ và hiệu năng cao khi so với các đối thủ cạnh tranh như Intel và Nvidia.
Như dành cho các máy chủ doanh nghiệp một món quà, dòng Epyc của hãng là dòng CPU đầu tiên có 32 lõi và 64 luồng với socket SP3.
Năm 2018, AMD tung ra các bộ vi xử lý Ryzen thế hệ thứ 2 với kiến trúc Zen+ cùng với dòng sản phẩm Ryzen Mobile tiết kiệm điện cho máy tính xách tay như mẫu HP Envy x360. Tuy rằng trước đó đã có các sản phẩm máy tính xách tay sử dụng CPU AMD Ryzen như Asus ROG GL702ZC nhưng sử dụng CPU Ryzen cho máy tính để bàn.
Giữa năm 2019, AMD tiếp tục cho ra mắt dòng sản phẩm Ryzen thế hệ thứ 3 với kiến trúc Zen 2 dựa trên tiến trình 7 nm, hứa hẹn hiệu năng cải thiện đáng kể cũng như duy trì lợi thế số nhân vượt trội so với đối thủ với mức giá phải chăng.
Về đồ họa máy tính, sau khi mua lại ATI Technologies, AMD tiếp tục phát triển dòng sản phẩm Radeon cho phân khúc người dùng phổ thông, Radeon Pro/FirePro cho phân khúc người dùng chuyên nghiệp cũng như các sản phẩm cho doanh nghiệp và máy chủ, cạnh tranh trực tiếp với đối thủ Nvidia.

## Hình ảnh

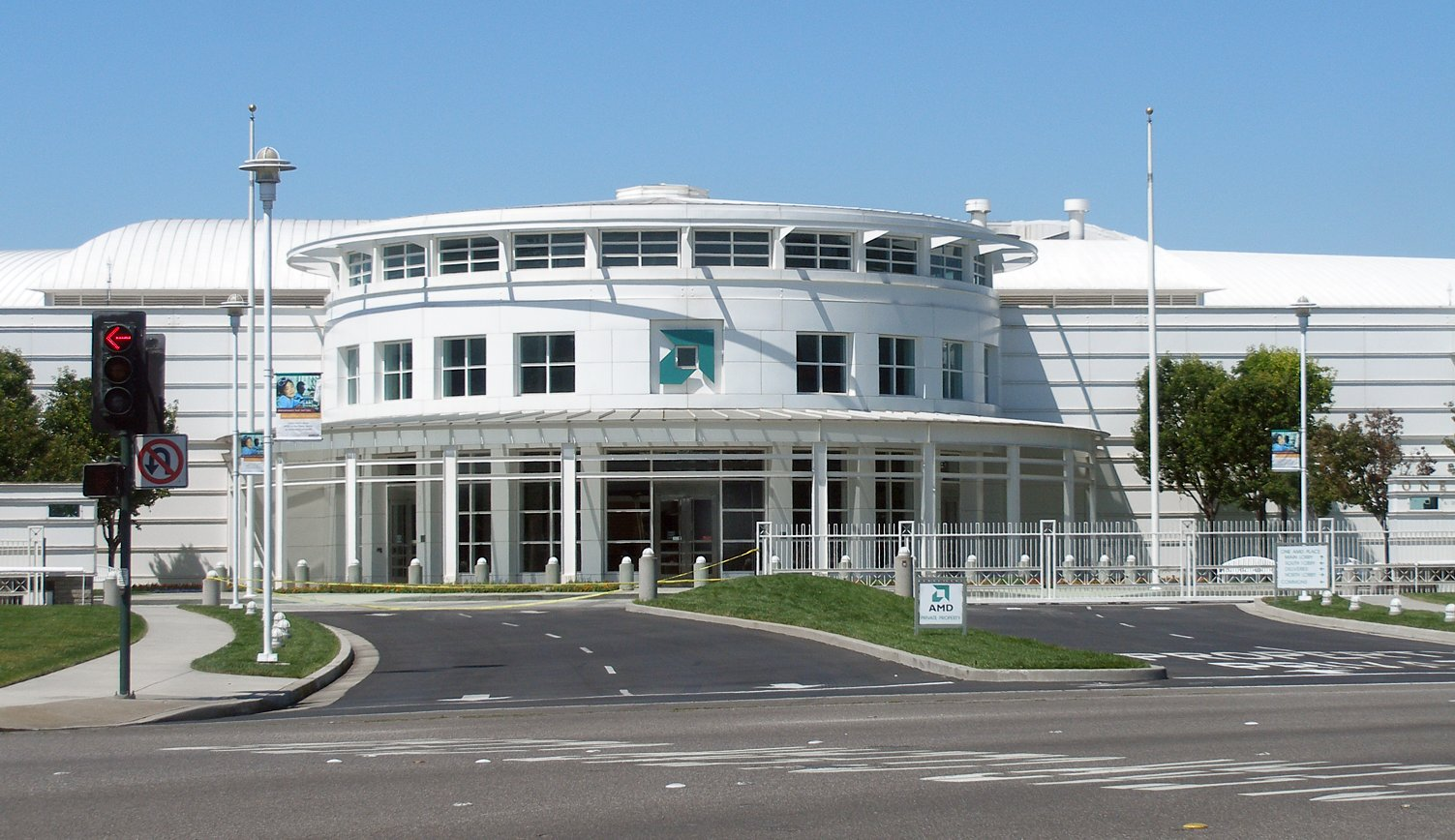
Trụ sở AMD
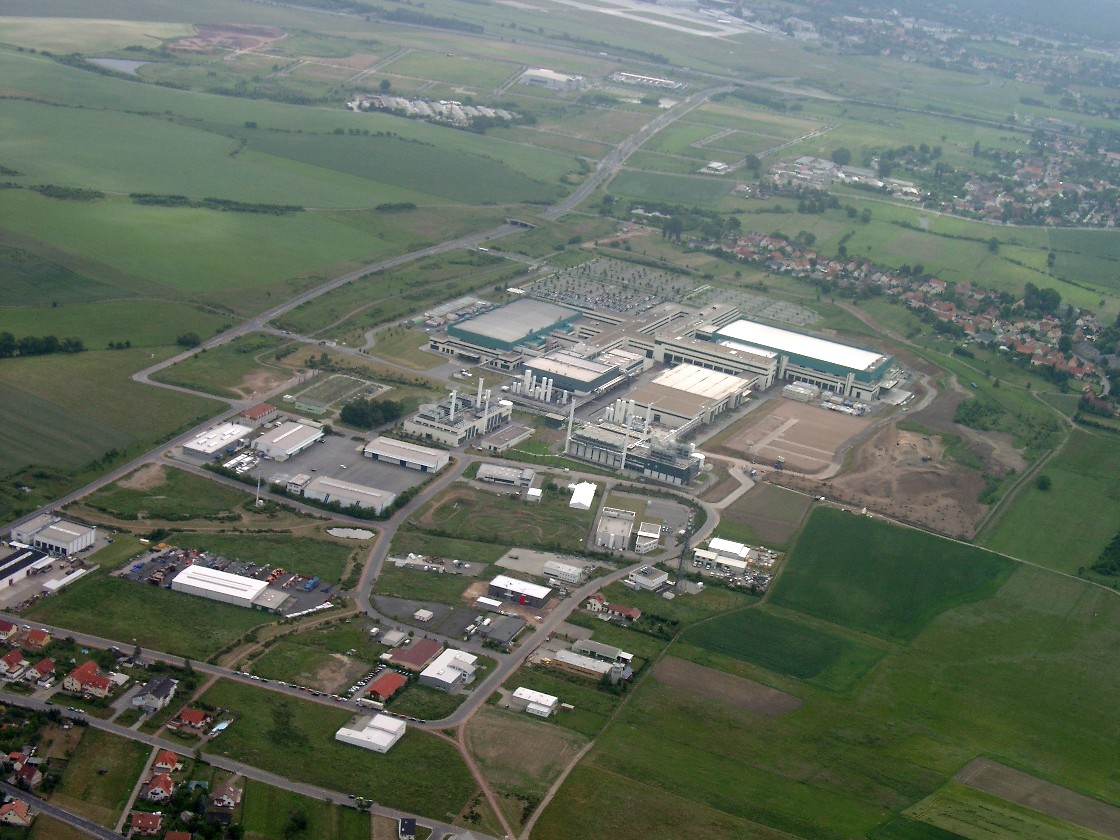
Nhà máy tại Dresden, Đức
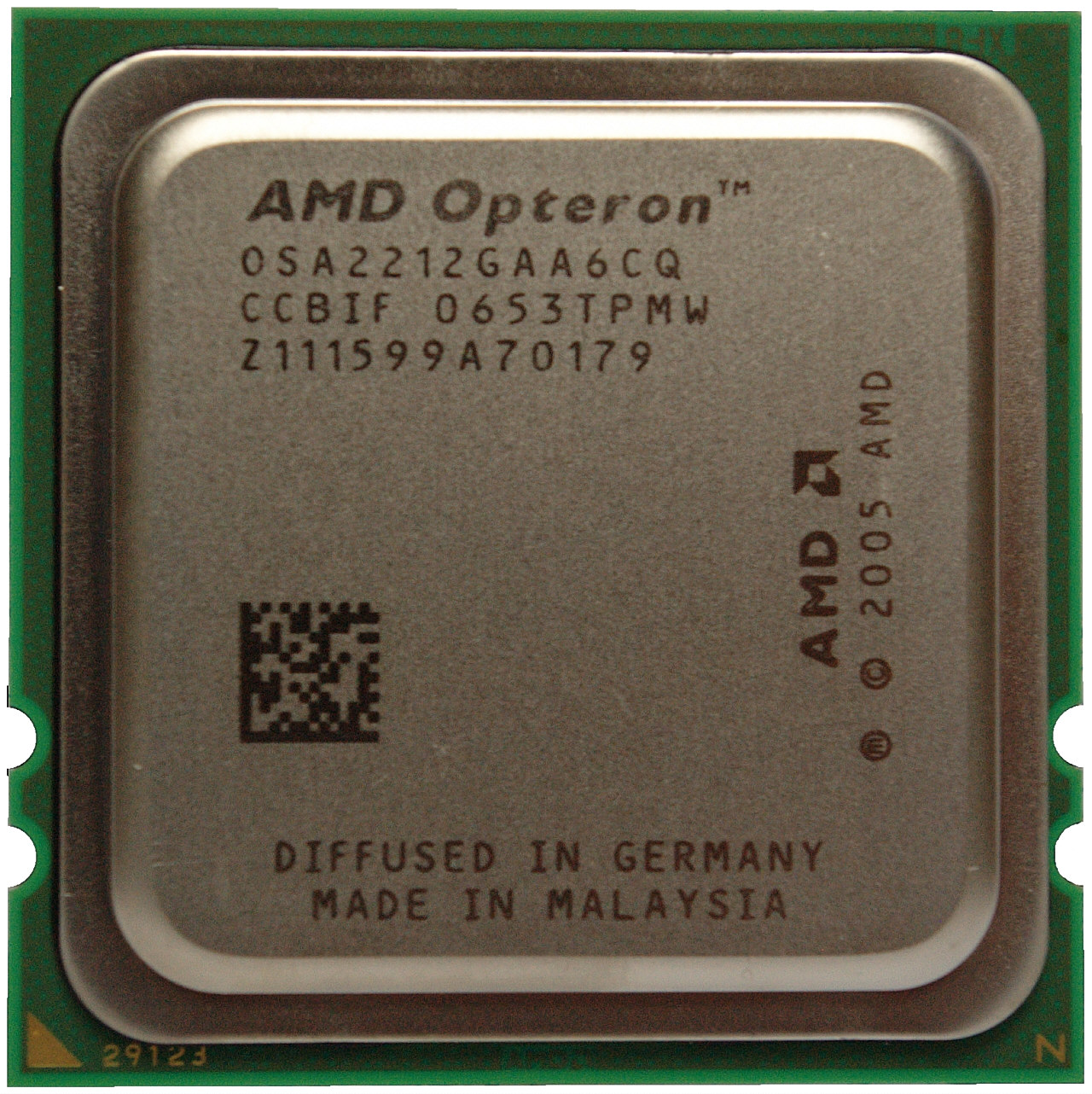
AMD Opteron